# Château de Litomyšl

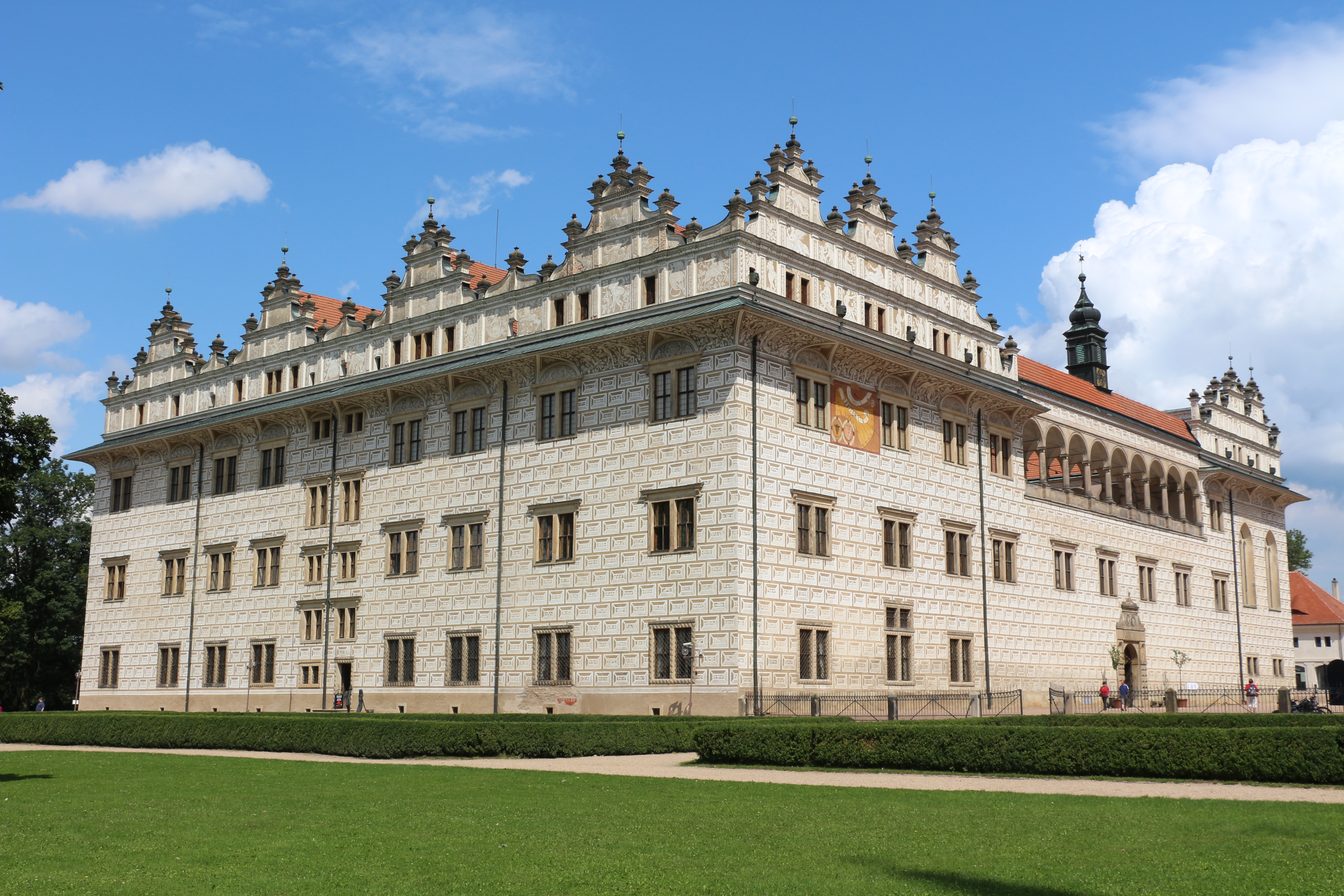
Château de Litomyšl

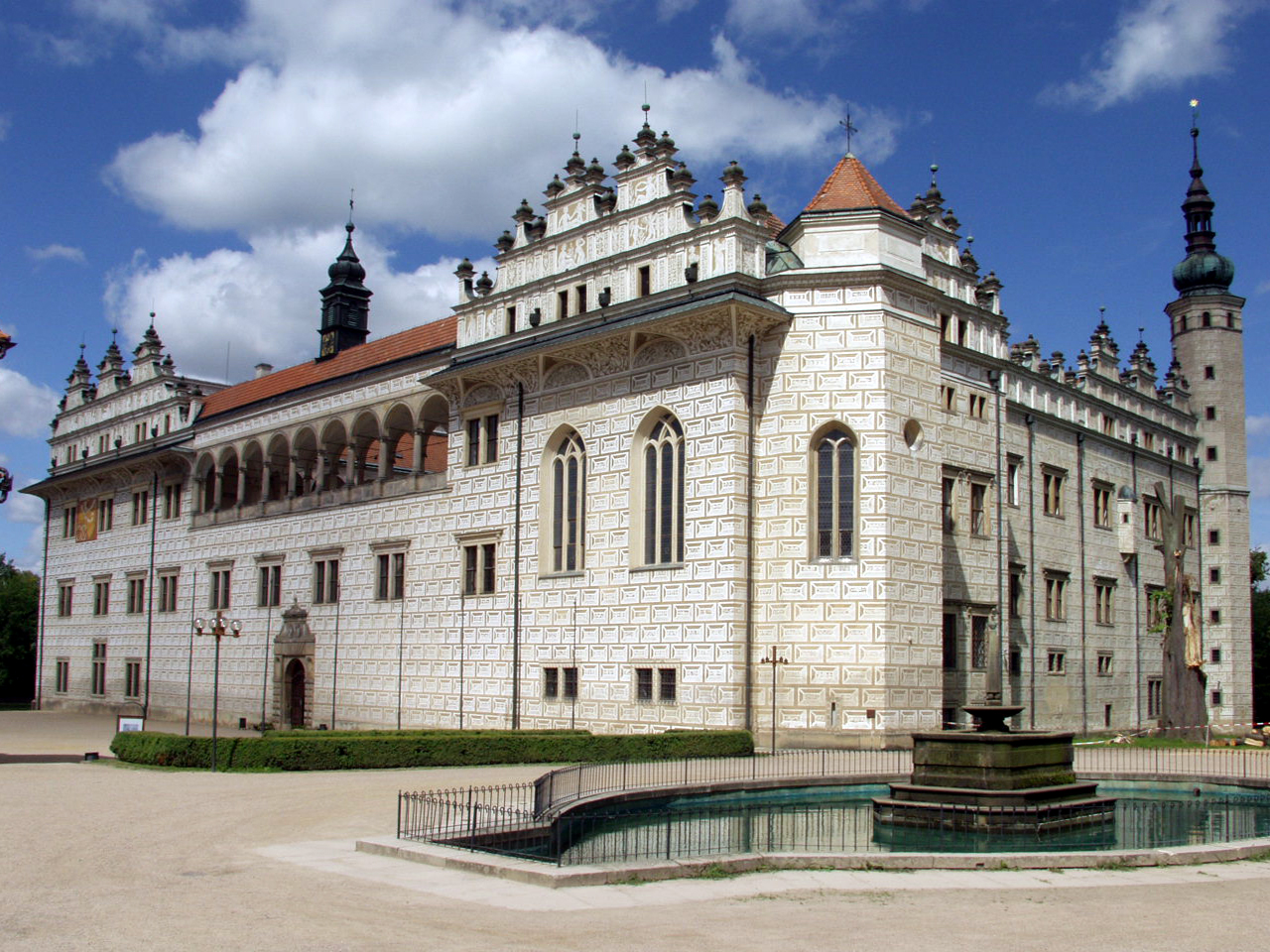
Château de Litomyšl

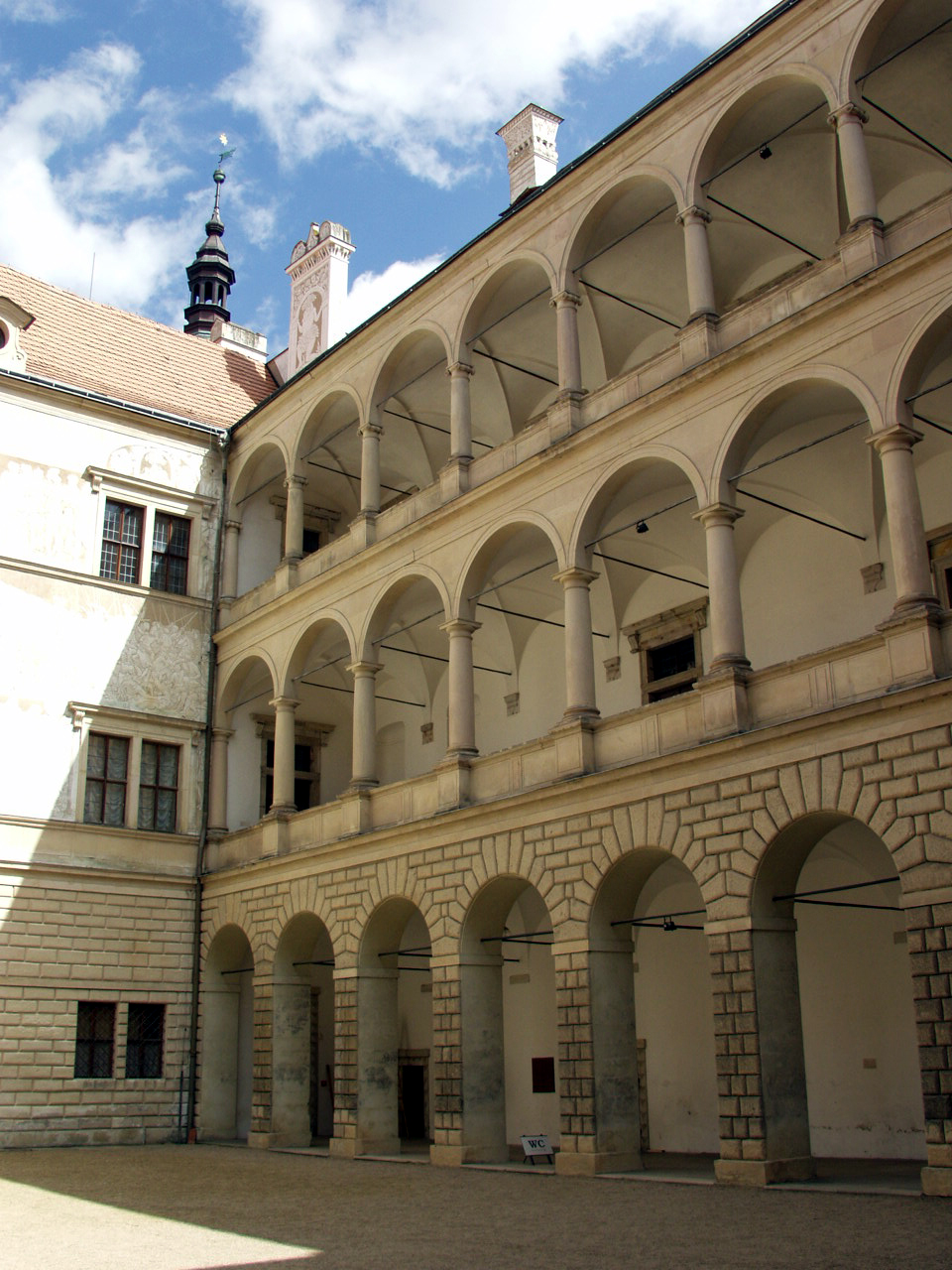
Cour à arcades

Le château de Litomyšl (en allemand : Leitomischl) dans la ville de Bohême orientale de Litomyšl est l'un des monuments de la Renaissance les plus importants de la République tchèque. À ce titre il a été classé au Patrimoine Mondial de l'UNESCO en 1999.

## Histoire
Le château a probablement été construit sur le site d'une fortification slave, que les Slavnikides auraient construite au XIVe siècle. La fortification appartenait au domaine de Kostka von Postupice après 1432. Après que Bohuš von Postupice eut soutenu le soulèvement contre le roi Ferdinand Ier en 1547, Litomyšl fut perdu pour la famille Postupice. Le nouveau propriétaire du domaine de Litomyšl était le chancelier de Bohême Vratislav von Pernstein, qui fit construire le château Renaissance par Giovanni Battista Aostalli et Ulrico Aostalli en 1568-1581. À partir de 1649, il appartenait à la famille Trauttmansdorff, qui possédait le château dans la première moitié du XVIIIe siècle. Au XIXe siècle, Franz Maximilian Kaňka l'a fait réaménager dans le style baroque classique. En 1758, les comtes Waldstein l' acquièrent. Georg Josef von Waldstein-Wartenberg a organisé la construction du théâtre du palais. Les derniers propriétaires étaient les princes de Thurn und Taxis, qui ont acquis le château en 1855.
Le compositeur Bedřich Smetana, né à Litomyšl en 1824 en tant que fils de brasseur, fait sa première apparition publique en tant que pianiste dans le théâtre du château.
Après la Seconde Guerre mondiale, le château est nationalisé et déclaré monument culturel national en 1962. Le festival d'opéra de Smetanová Litomyšl a lieu dans le château depuis 1949. À l'invitation du président de l'époque, Václav Havel, une réunion de sept présidents d'Europe centrale a eu lieu dans le château en 1994. L'ensemble du palais, qui a été largement rénové ces dernières années, est un site du patrimoine mondial de l'UNESCO depuis 1999.

## Extérieur

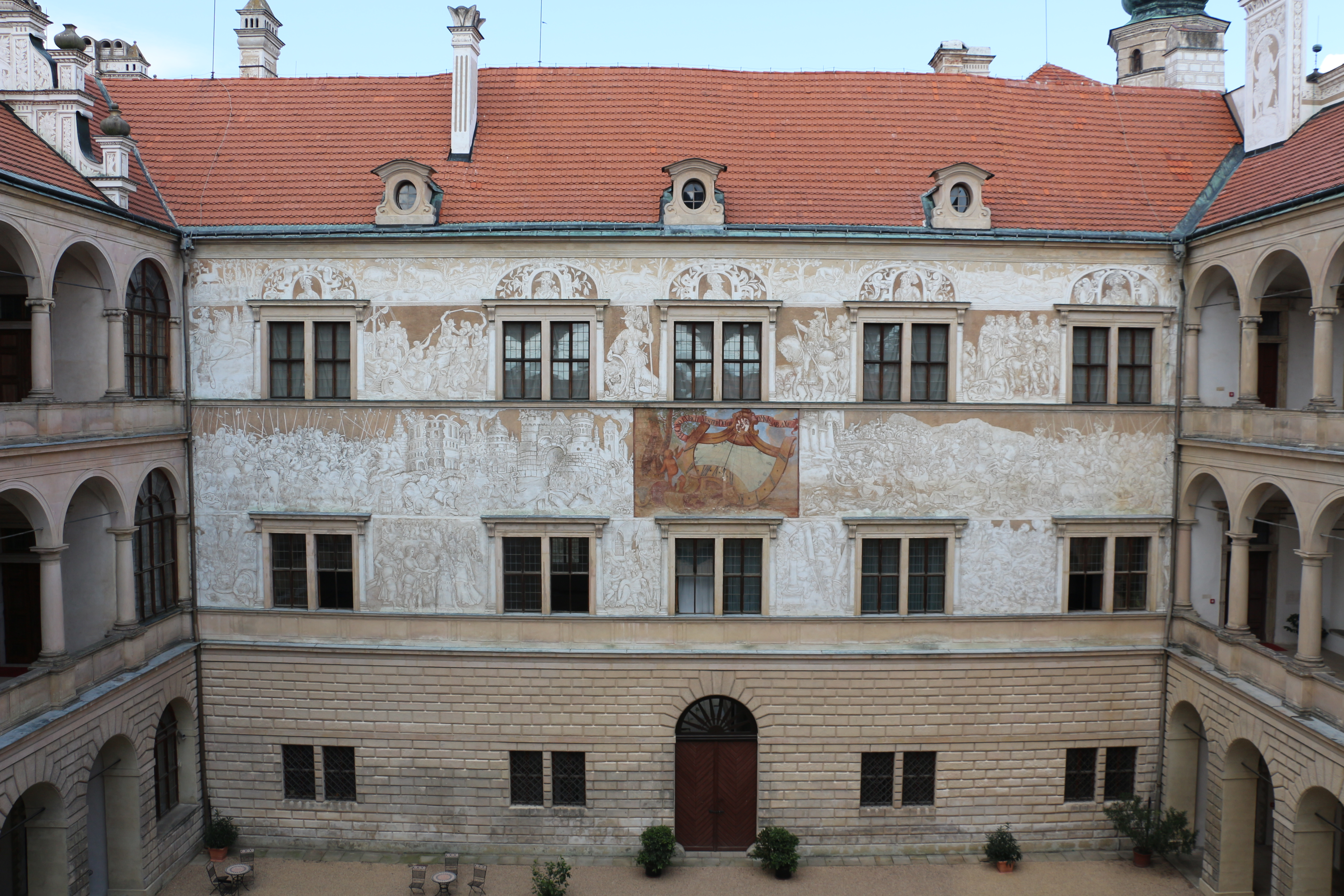
Scènes de clair-obscur dans la cour

Le sgraffite sur les murs extérieurs en bossage a été créé par Šimon Vlach. La façade en grande partie uniforme est ornée de différents pignons Renaissance et l'aile sud du troisième étage est interrompue par neuf arcades à arcades. Le portail principal est décoré des armoiries de Pernstein représentant un auroch avec un anneau nasal.
La cour intérieure est entourée sur trois côtés par une arcade à trois étages et le mur nord est orné de décorations en clair-obscur de scènes antiques et bibliques.

## Attractions

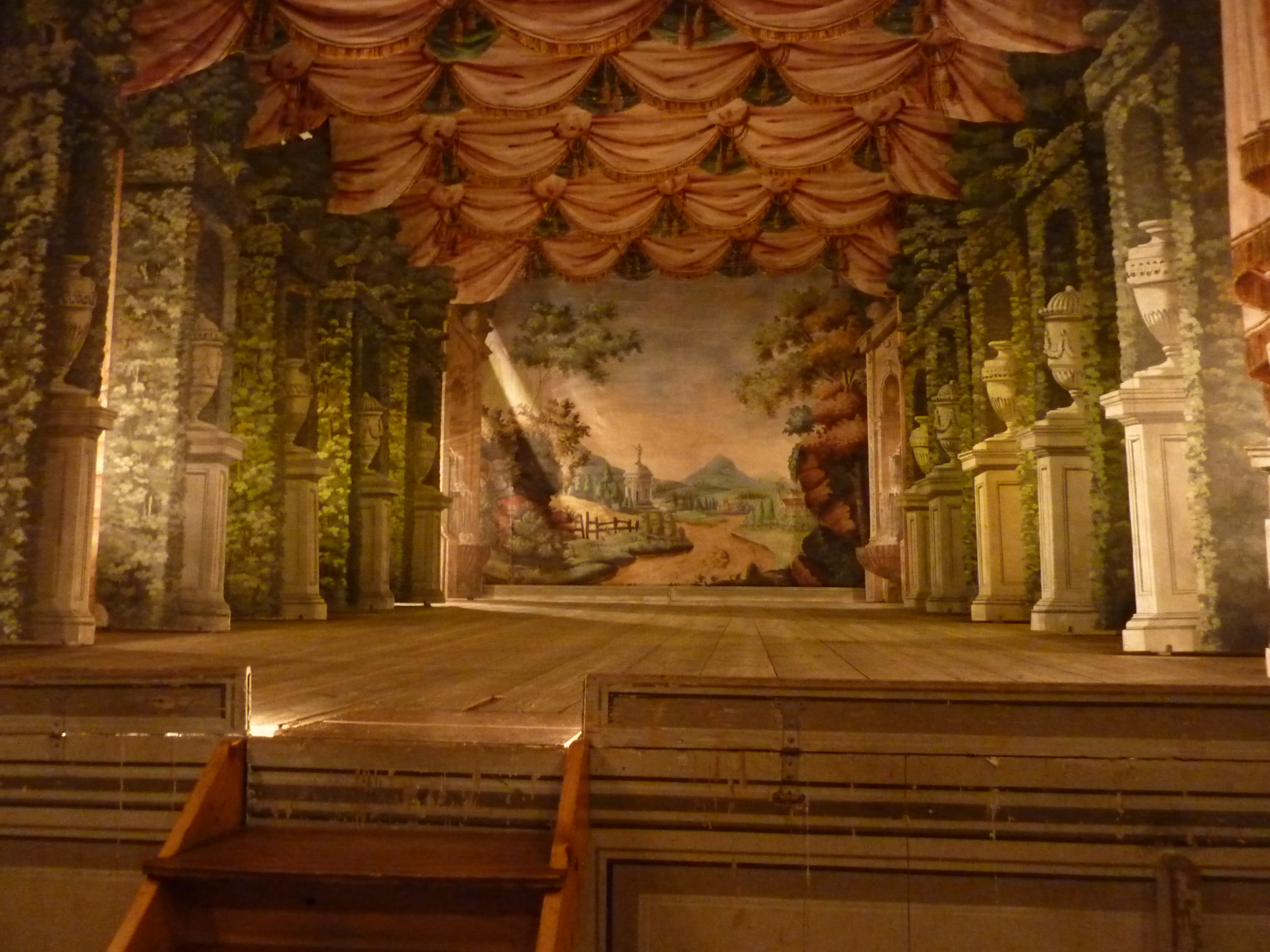
Scène du théâtre du palais

- Les salons reconstitués du château sont meublés de tableaux et de meubles précieux.
- La chapelle du château, consacrée à saint Michel, avec les trois grandes fenêtres du côté sud de la façade, date de l'époque de sa construction.
- La salle des batailles de 1730 est décorée de scènes des batailles du prince Eugène de Savoie.
- Le théâtre du palais au rez-de-chaussée de l'aile ouest a été construit entre 1796 et 1797 et a été peint par Dominik Dvořák. C'est l'un des plus anciens théâtres encore conservés d'Europe centrale et possède les décors et décorations originaux de Joseph Platzer.
- FM Kaňka a construit les écuries royales à l'est du château en 1725. La sculpture Roßlenker vient de Matthias Bernhard Braun.
- En face du château se trouve le bâtiment de l'ancienne brasserie du château. Il a été redessiné dans un style baroque par FM Kaňka en 1730 et est le lieu de naissance du compositeur Bedřich Smetana.
- Le parc du château a été transformé en un complexe baroque en 1726 par FM Kaňka. À la fin du XVIIIe siècle, un pavillon a été construit dans le parc et peint avec des scènes de l'Égypte ancienne.

## Littérature
- Erhard Gorys : DuMont Art Guide République Tchèque. Culture, paysage et histoire en Bohême et Moravie. DuMont, Cologne 1994,  (ISBN 3-7701-2844-3) .
- Marianne Mehling : Knaur's Art Guide République tchèque .  (ISBN 3-426-26609-1)
- Joachim Bahlcke, Winfried Eberhard, Miloslav Polívka (Eds. ) : Manuel des lieux patrimoniaux . Volume : Bohême et Moravie (= édition de poche de Kröner . tome 329). Kröner, Stuttgart 1998,  (ISBN 3-520-32901-8), pp. 330-332.